# Monumento fallero

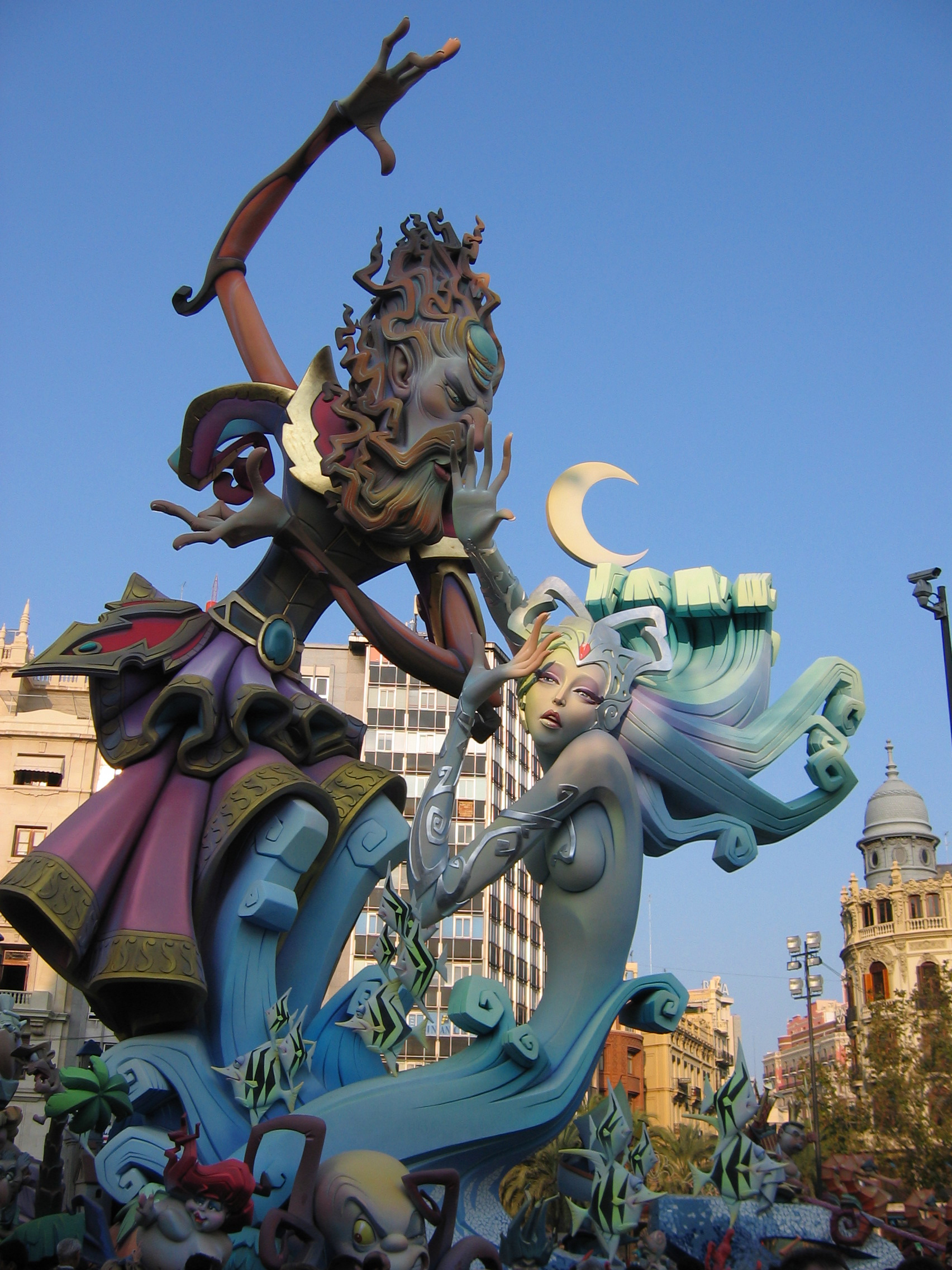
Falla de Valencia.

Una falla o monumento fallero es una obra artística, satírica y efímera generalmente de grandes dimensiones (entre tres y veinte metros de altura, aunque pueden ser mayores) con figuras llamadas ninots, las cuales rodean una o más figuras centrales (llamados remates) que se plantan en las calles durante la fiesta valenciana (España) de las Fallas. El monumento tiene generalmente un lema y está lleno de carteles con versos, frases y reclamos de carácter jocoso. El monumento se construye de materiales combustibles (cartón, madera, papel, telas, poliestireno expandido, etc.) para que, después de unos días de exposición en las calles, se pueda quemar completamente.

## Origen y evolución

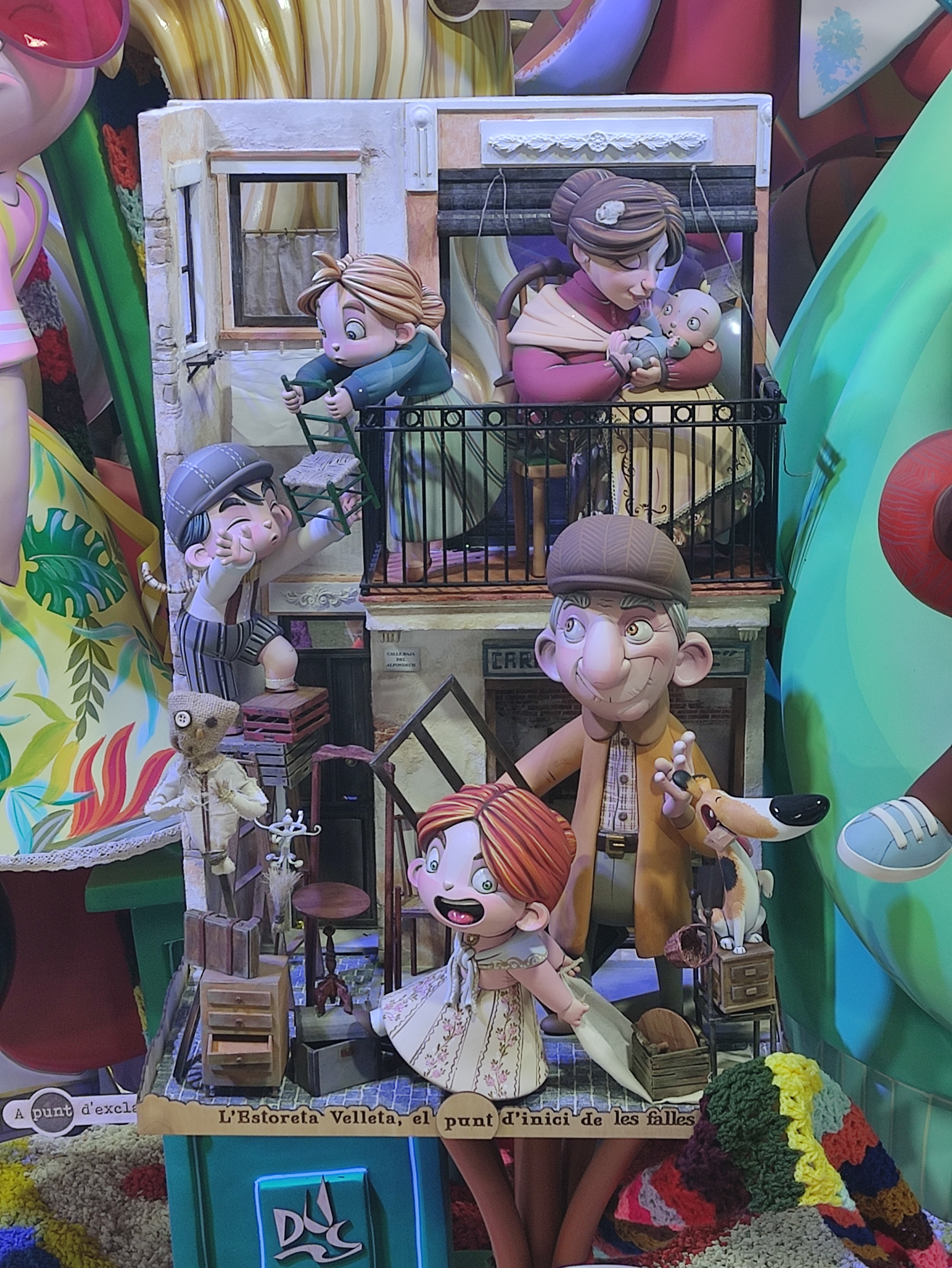
Esta imagen es una fotografía de una fiesta popular española

En el valenciano medieval, la palabra Falla servía para nombrar las antorchas que se colocaban encima de las torres de vigilancia. Deriva del latín: Facula, antorcha. En el Libro de los Hechos (en valenciano: Llibre dels feits), se cita que las tropas del rey Jaime I, llevaban fallas para iluminarse.
El origen material del monumento fallero fue la quema de residuos de los talleres carpinteros y los domicilios particulares. Es decir, una mezcla de una fiesta gremial y popular. A menudo eran los niños, quienes hacían la recogida, de elementos como sillas de enea, muebles viejos, escobas o esteras de esparto, la víspera de la fiesta de San José, patrón del gremio de carpinteros.
Hasta aquí, la fiesta de las fallas no era muy diferente de las Hogueras de Alicante, o las hogueras de San Juan que se hacen en toda Europa, o las hogueras de San Antonio, muy típicas también de las tierras valencianas.
La especificidad de las fallas parte de que es una fiesta de vecindario, que los propios vecinos aprovecharon para hacer crítica uno de los otros. Es la creación de los primeros muñecos, muy rudimentarios, con carteles escritos, con un fin burlesco y satírico. De a menudo estas críticas llegaban al poder municipal, en la iglesia o el estado. Podríamos encontrar un entronque con los versículos que el pueblo de Roma pegaba al Paschino u otros esculturas de Roma.
Esta etapa llega desde el inicio, incierto en el tiempo de la fiesta, hasta las últimas décadas del siglo XIX. Los muñecos estaban fabricados de desechos, papel, madera y cartón.
Es durante el cambio de siglo cuando aparecen los primeros muñecos, hechos con cuerpo de tela y con la cabeza y manos hechos de cera. Su el elaboración tiene mucho más trabajo, podemos decir que nace la figura del artista fallero. Esta etapa llega hasta los años 1920-1930.
En este momento hay una transformación en la fiesta, con la aparición de las figuras de molde de cartón.
Esta técnica permitió levantar monumentos más altos y llega prácticamente hasta nuestros días, donde aún se realiza, especialmente para los muñecos más pequeños y las fallas de menos presupuesto. Una ventaja ya a la hora inconveniente de la técnica del molde es la posibilidad de hacer indefinidamente el mismo muñeco. Por lo tanto las fallas de más presupuesto hacían moldes originales cada año, que aprovechaban, a menor precio las demás los años siguientes, perdiendo parte de la gracia y la novedad.
Finalmente, a partir de los años 90 del siglo XX, apareció la técnica del poliestireno expandido o poliespan. Ya que su menor peso permite más altura a los monumentos, y obliga a una mayor innovación en los diseños.

## Elaboración

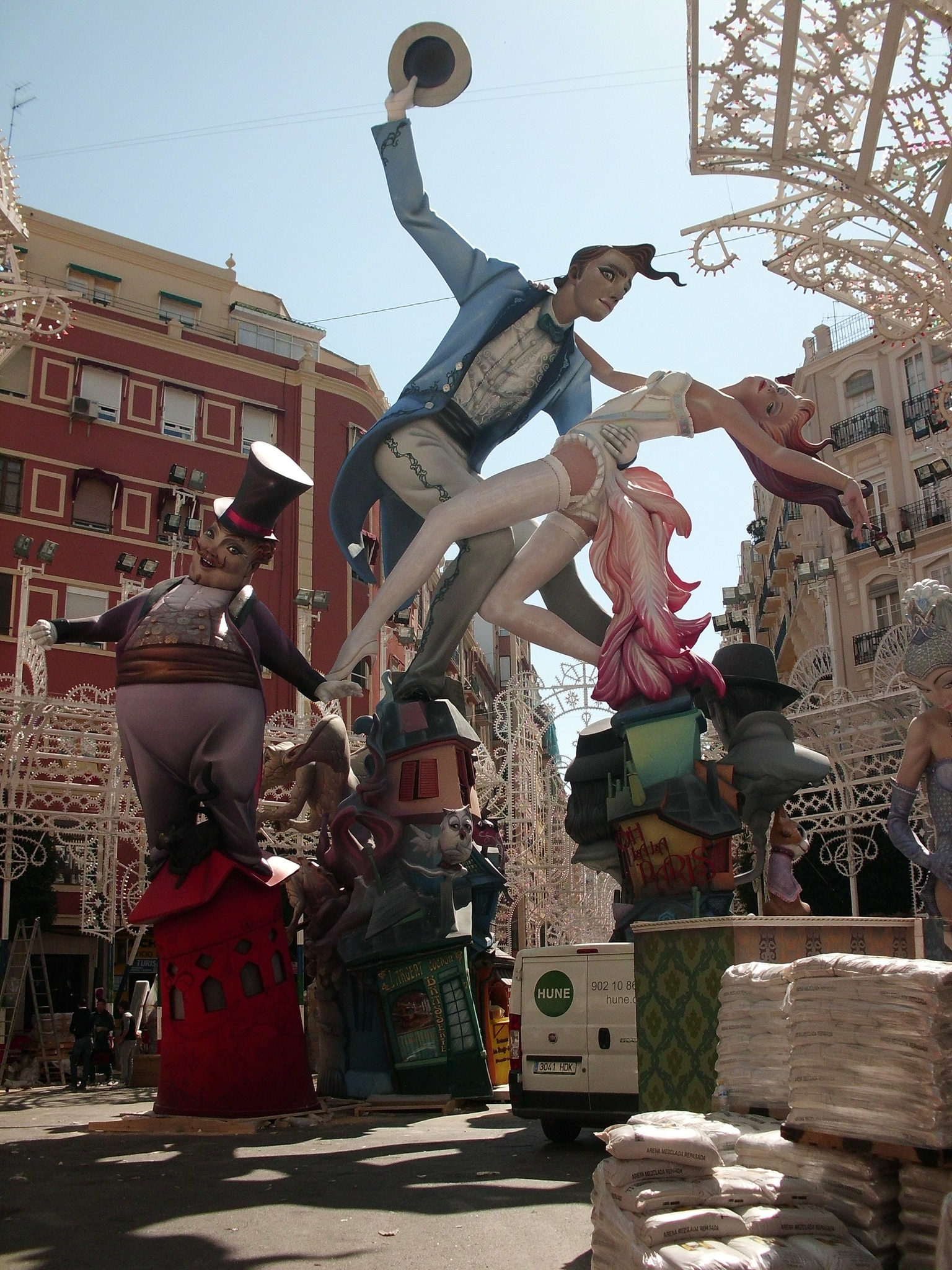
Monumento fallero en Valencia durante la plantá.

Como los monumentos pueden ser de gran altura (a menudo más de 10 metros), hay una elaborada técnica para construirlos. Lo primero a hacer es la elaboración de unos borradores y quizás de una maqueta, a escala, que debe ser aprobada por la comisión fallera que contrata al artista fallero.
La estructura (andamio) se construye de madera y luego se utilizan todo tipo de materiales (cartón, cera, tela, etc.) Aunque hace años se podía llegar a utilizar tela metálica, actualmente estos materiales están prohibidos por la Junta Central Fallera. Los muñecos se construyen tradicionalmente a partir de moldes, que se hacen generalmente de yeso, se llenan de pasta de papel, que después de secados se pintan.
Pero hoy en día, por comodidad y facilidad de manejo, se utilizan nuevos materiales, como el porespan, la resina o la fibra de vidrio. Estos nuevos materiales hacen que los monumentos sean más ligeros y los artistas falleros se pueden arriesgar a crear formas atrevidas e innovadoras.

### Crítica a los nuevos materiales
Muchas personas critican los nuevos materiales, a los que la gente llama corcho blanco, debido a que el humo negro que ocasionan durante la quema del monumento no deja ver bien la combustión. También se critica la contaminación que producen estos nuevos materiales en contra de una supuesta más leve contaminación de los materiales tradicionales. La Universidad Politécnica de Valencia hizo un estudio en el que parece ser demuestra que, más bien al contrario, el corcho blanco contamina menos que los materiales tradicionales. El estudiante de Fallas Manuel Sanchis Ambrós hizo un estudio en el que aseguraba que si bien la combustión del corcho es mucho más calórica, la combustión de la madera y los materiales líquidos que conlleva hacer una estructura de madera es bastante más contaminante.
Pocos años más tarde (2013), la misma Universidad Politécnica de Valencia recupera la forma tradicional de hacer fallas debido a su mejor sostenibilidad con el medio ambiente.

### Experimentación en las fallas

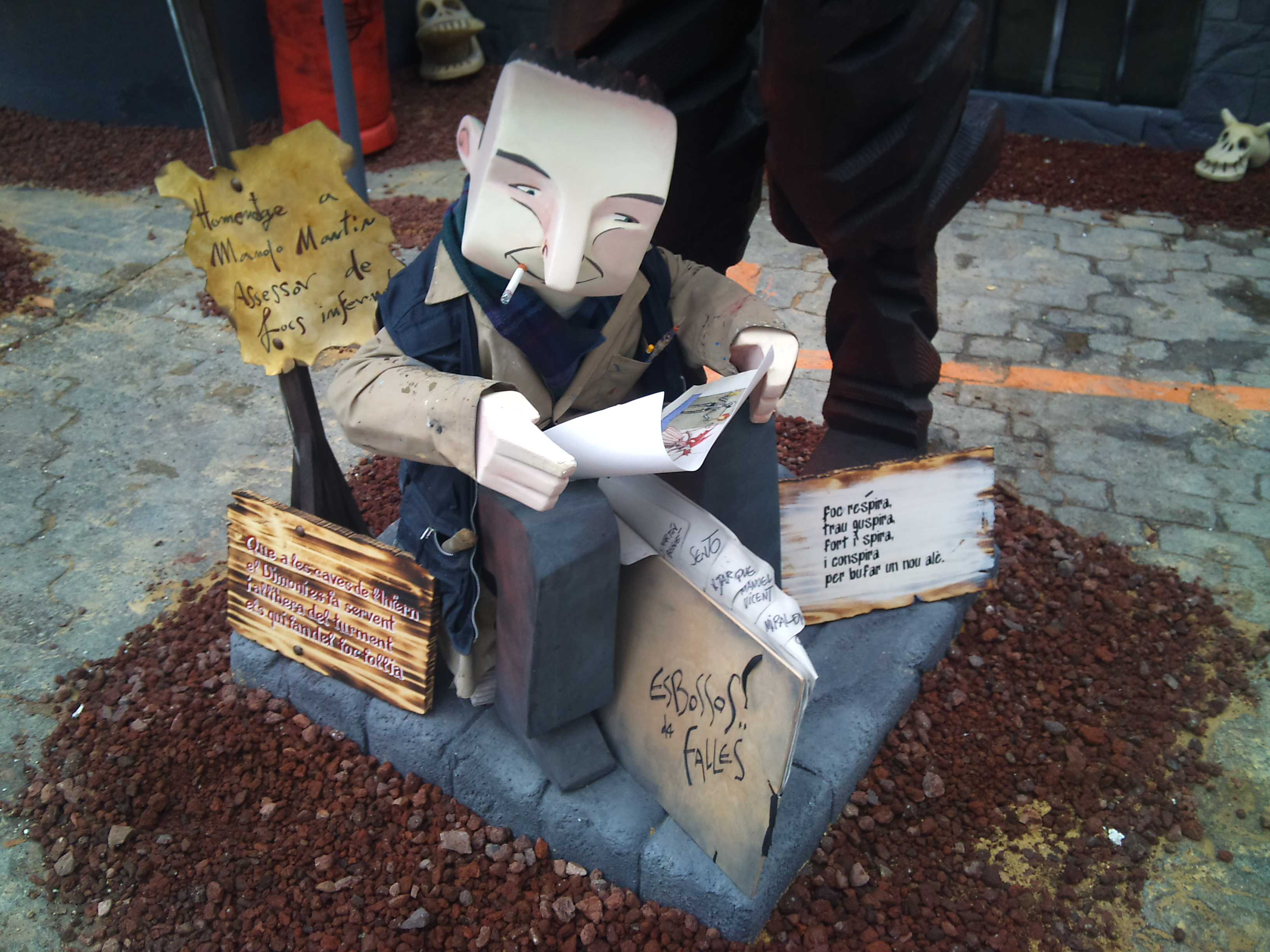
Ninot en homenaje a Manolo Martín López, realizado en el monumento de Na Jordana de 2011, realizado por su hijo Manuel Martín Huguet con diseños de Sento Llobell.

Durante los años 1980, sobre todo la falla de la Plaza del Ayuntamiento de Valencia (antes conocida como la de la Comunidad Valenciana, y es la única hecha exclusivamente con dinero público, y por tanto, está fuera de competición), introdujo una serie de cambios experimentales. El artista Manolo Martín contó con la colaboración del dibujante de cómics Sento Llobell y del diseñador Francis Montesinos, que vestía los muñecos. De esta época se recuerdan fallas como la que reproducía la fachada del consistorio valenciano o la grúa que excavaba el terreno y encontraba miles de cosas.

## Partes de una falla
Aunque no hay una manera concreta de hacer una falla, tradicionalmente se ha dividido en las escenas que están abajo del todo y que representan diversas situaciones generalmente críticas con algún acontecimiento, y unos muñecos más grandes que forman el cuerpo central. 
Un cartel con alguna rima en valenciano cuenta la temática. El remate suele ser una figura encima de la grande que está en el centro de la falla, que representa la temática general de la falla.
Las fallas de sección especial, la sección más importante, no siguen este patrón al pie de la letra y suelen tener más de un remate.

## Temática fallera
La temática de las fallas ha variado a lo largo de la historia.
En un principio servían para criticar hechos que ocurrían en los barrios o temas de marcado carácter local. Pero poco a poco, y a veces a escondidas, empezaron a criticar personajes de relevancia local. Desde la Transición, las Fallas han tocado temáticas más globales y terminan criticando temas de la política y la sociedad local, autonómica, estatal y global. Sin embargo abundan las fallas que dedican sus críticas a temas banales como la televisión, los famosos, etc.

## Tipos
Cada comisión fallera planta una falla grande y una falla infantil. Esta última tiene reducidas dimensiones y los muñecos son más pequeños, y se dedica a temas infantiles, donde la sátira y la ironía son igual de agudas pero menos punzantes o incisivas.

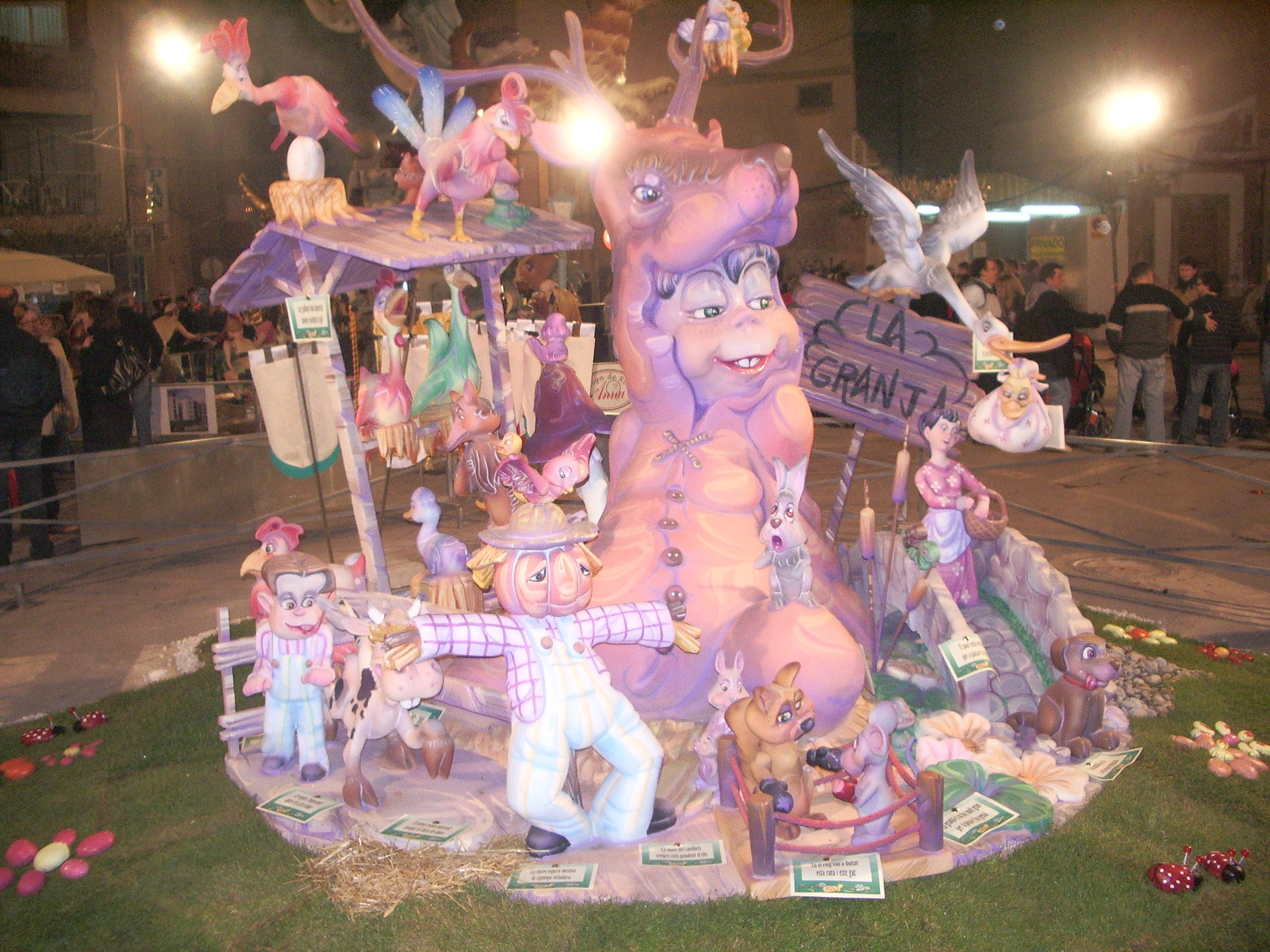
Fotografía de una falla infantil (Primer premio de 2008).

## Premios
Los monumentos falleros reciben diferentes premios según las categorías de la falla y la temática. El Premio más preciado de todas las categorías es el Primer Premio de todas las Secciones. Los premios más importantes en cada sección son el primero de sección, el primero de ingenio y gracia y el de falla alternativa. Además, la Generalidad Valenciana, la Diputación de Valencia, las Hogueras de Alicante y la Junta Gestora de la Magdalena, así como otras entidades privadas, también dan sus propios premios, a menudo dotados de una cantidad económica.